# Gretchen Egolf
Gretchen Egolf (Lancaster (Pennsylvania), 9 september 1973) is een Amerikaanse actrice.

## Biografie
Egolf heeft gestudeerd aan de Juilliard School in New York. Zij begon in haar tienerjaren met acteren in het theater, zo heeft zij tweemaal opgetreden op Broadway. In 1999 met het toneelstuk Ring Round the Moon als Isabelle en in 1997 met het toneelstuk Jackie als Lee Bouvier, Susan, Pat Kennedy en Christina Onassis.
Egolf woont in New York en Los Angeles.

## Filmografie

### Films
Uitgezonderd korte films.
- 2018 Kill Ben Lyk - als Talisker
- 2008 The Two Mr. Kissels – als Hayley Wolff
- 2006 The Namesake – als Astrid
- 2006 East Broadway – als Bridget
- 2005 The Naked Brothers Band: The Movie – als romantische pas getrouwde
- 2002 Gleason – als Genevieve Halford
- 2002 Corsairs – als ??
- 2001 Nicolas – als Leidster
- 1999 The Talented Mr. Ripley – als Fran
- 1994 Quiz Show – als studente op boekenfeest

### Televisieseries
Uitgezonderd eenmalige gastrollen.
- 2020 - 2021 Pennyworth - als Dallas - 3 afl.
- 2009 – 2012 Law & Order: Special Victims Unit – als A.D.A. Kendra Gill – 4 afl.
- 2008 Medium – als Mary Statecy – 2 afl.
- 2007 Journeyman – als Katie Vasser – 13 afl.
- 2000 Roswell – als Vanessa Whitaker – 4 afl.
- 1999 – 2000 Martial Law – als Amy Dylan – 22 afl.